# Areños (Camaleño)
Areños es un barrio de la localidad de Cosgaya del municipio de Camaleño (Cantabria, España). En el año 2023 contaba con una población de 41 habitantes (INE). La localidad está ubicada a 500 metros de altitud sobre el nivel del mar, y a 6 kilómetros de la capital municipal, Camaleño. Se encuentra junto al río Deva, que se cruza mediante un puente de piedra medieval.

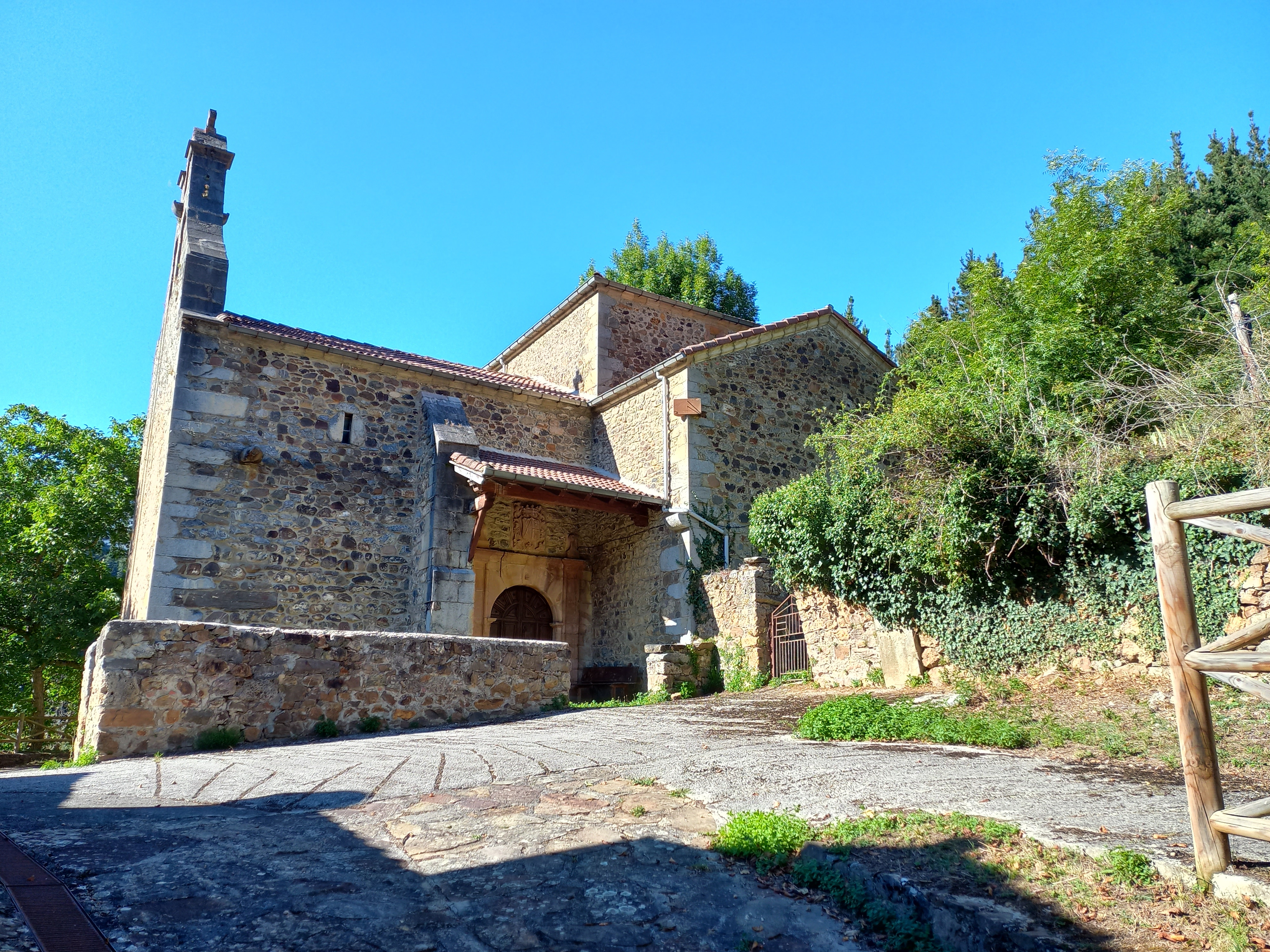
Iglesia de Santa María de la Silva

## Patrimonio
De su patrimonio destaca la pila bautismal de su iglesia parroquial, que está decorada y data de los siglos XVII-XVIII. En una casona puede verse el escudo de Cosgaya, localidad a la que siempre ha pertenecido.